# Luciana Gonzales
Luciana Gonzales, pseudonimo di Lucia Benedetta Gonzales (Genova, 15 novembre 1935 – Lodi, 2016), è stata una cantante italiana, in voga negli anni cinquanta.

## Biografia
Nata nel quartiere genovese di Pegli in Viale Modugno 1B, fu una dei sei giovani, e unici, partecipanti al Festival di Sanremo 1956 dopo aver vinto il concorso per Voci Nuove della RAI.
A Sanremo cantò tre canzoni: La vita è un paradiso di bugie che si classificò terza, È bello e Parole e musica (entrambe escluse dalla finale).
Nel 1960 partecipò al Festival de la cancion italiana di Buenos Aires con il brano Ti credo (accompagnata dall'orchestra di Eros Sciorilli e dal pianista Lito Escarso).
Nel 1964 partecipò al film musicarello I ragazzi dell'Hully Gully.
Lasciò presto l'attività artistica per dedicarsi alla vita familiare.
Nel 1997 ritorna in televisione nel programma Ci vediamo in TV condotto da Paolo Limiti, dove insieme alle sue colleghe Tonina Torrielli e Clara Vincenzi (lei in collegamento telefonico) ricorda l'edizione 1956 del Festival di Sanremo.
È deceduta nel 2016 a Lodi alcuni mesi dopo la morte del marito Abdon Ferrari.

## Programmi radiofonici
- Primi piani, orchestra diretta da Armando Trovajoli, cantano Luciana Gonzales e Gianni Marzocchi, presenta Enrico Luzi, mercoledì 20 giugno 1956, secondo programma RAI, ore 21.

## Discografia parziale

### Singoli
- 1956: Ho detto al sole/La vita è un paradiso di bugie (Lato A cantato da Gianni Marzocchi) (Cetra)
- 1956: La colpa fu/È bello (Lato A cantato da Ugo Molinari e nel coretto Franca Raimondi, Luciana Gonzales, Tonina Torrielli e Clara Vincenzi) (Cetra)
- 1959: Tua/Nessuno (Fonit)
- 1959: Tu mi fai girar la testa (Mon manège a moi)/Finché vivrò (J'm'en Fous, Je T'Aime) (Fonit)
- 1959: Devozione (Devotion)/Eterne parole (Fonit)
- 1960: Ti credo/Tintarella di luna (Music Hall, 19026; pubblicato in Argentina)
- 1960: Violino e chitarra/Ti credo (Fonit)
- 1960: Noi/Notte mia (Fonit)
- 1960 Violino e chitarra/Un anno un giorno un'ora (Music Hall)
- 1962 Un fiore per te/Magico amor (Fonit)

### EP
- 1960 I successi di Luciana Gonzales (Cetra)
- 1960 Violino e chitarra/La comparsa/Tintarella di luna/Tu mi fai girar la testa (Font) (Pubblicato in Spagna)

## Filmografia
- San Remo canta, regia di Domenico Paolella (1956)